# Typhlops disparilis
Typhlops disparilis este o specie de șerpi din genul Typhlops, familia Typhlopidae, descrisă de Jan 1860. Conform Catalogue of Life specia Typhlops disparilis nu are subspecii cunoscute.